# 暴雨殺機
《暴雨殺機》是由曾製作過华氏（Indigo Prophecy）的Quantic Dream所開發的驚悚冒險、互動式電影遊戲。由索尼電腦娛樂發行。於2010年2月23日獨佔發行於PlayStation 3平台上。2016年3月1日在PlayStation 4平台发布。2019年6月24日在PC平台Windows系统发布。
2019年3月20日（美國時間），Quantic Dream宣布原本旗下由PlayStation獨佔的《暴雨殺機》、《超能殺機：兩個靈魂》與《底特律：變人》三款作品，將在 Epic Games Store 獨家推出PC版，並於2019年6月24日上架。2020年6月18日則登陸Steam平台。

## 游戏系统
《暴雨》与其他许多互动式虚拟游戏类似，要求玩家移动角色，使角色与螢幕上的物体或非玩家角色互動以推进剧情。游戏分若干场，每一场都聚焦于四个可控制角色中的一个。玩家所作的选择、执行或不执行某项行动都会影响到之后的场景。比如，一个角色死亡或被扣留是可能的，后面的场景便不会再出现他。“游戏中止”在《暴雨》中是不存在的；玩家的执行情况将会导致不同的结局，即使所有可控角色都已出局。不过，当游戏结束后，玩家可以返回先前的场景重玩，并可以改变将发生的事件。
多数场景中，玩家可控制主角们在周围转来转去，并可以按住一个键以发现角色脑中所想，并引发他们的内心独白。当玩家靠近一个物体或另一角色时可以与他们相動，这时就会出现与上下关联的用户界面图标以表现他们应当做什么。控制方法包括按下Dualshock控制器上的一个键、以特殊方法摇动控杆和其他手法。这些会使得可控角色完成下一步动作。在其他一些场景，玩家并不能完全控制角色，而是要准备按下QTE，比如在面对面肉搏和疯狂的在公路上逆行的场景。当动作没能正确完成时，游戏并不会中止，但可能会改变后面的场景。
游戏中玩家可以随时调整难度，难度调整并不会直接影响游戏的剧情，但在更高的难度下对QTE手速的要求更高。

## 情节
以「摺紙殺人魔」連續綁架和謀殺事件為主軸。扮演4位不同觀點角色展開調查。

### 人物
- 伊森·馬爾斯（Ethan Mars）

動作捕捉演員与配音：帕斯卡尔·兰格戴尔
日語配音演員：宮本充
男／建築设计師 － 原本有兩個兒子，兩年前一場車禍中失去了大兒子傑森，與妻子離婚後輪流照顧兒子肖恩，有次在公園與兒子遊玩時肖恩失蹤，懷疑有可能遭摺紙殺人魔的綁架，不想再失去兒子的伊森決定開始尋找下落不明的兒子。
- 麥迪遜·貝基（Madison Paige）

動作捕捉演員与配音：茱迪·比彻
日語配音演員：甲斐田裕子
女／新聞記者 － 追查獨家新聞的女記者。
- 諾曼·傑登（Norman Jayden）

動作捕捉演員与配音：里昂·歐肯迪恩
日語配音演員：平田廣明
男／FBI罪犯側寫专家 － 獲得最新搜查工作的FBI罪犯側寫专家。
- 史考特·謝爾比（Scott Shelby）

動作捕捉演員与配音：山姆·道格拉斯
日語配音演員：銀河萬丈
男／私家偵探 － 曾經當過警察的私家偵探。
此角色有嚴重劇情透露內容，通關前建議避免查詢。

### 主剧情
游戏中首先出场的是男主角伊森·馬爾斯，与妻子和两个儿子生活在一起。一次去商场购物时，大儿子杰森与自己失散了。当伊森再次发现大儿子已是在大街上，正被车子迎面驶来，伊森扑上去保护儿子，結果杰森被撞死，伊森受了重伤昏迷六个月。两年后，伊森陷入深深的忧伤、恐惧人群，并常常突然发昏几小时。與妻子分居，與次子肖恩也渐渐疏远。一次在公园，伊森再度眩晕，清醒时肖恩已经不见了。
肖恩失踪后，人们想起了犯下数宗案件的折纸杀人魔。犯罪方式通常是在多雨的秋天绑架一名男童，数天后男童的尸体会在一处偏远位置被发现，死因是溺死，手上拿着一只折纸动物，胸前放一朵兰花。FBI探员诺曼·杰登受命来帮助调查这一系列案件，他断定受害者是被锁在一个密闭的所在，当积水超过6英尺时便会溺毙。他們只有短短不到3天的时间來找尋到肖恩。
伊森为躲避媒体而住到了汽车旅馆。按照一封神秘信件的提示找到一个寄存柜，找到一盒鞋盒，內装有手机、手枪和5个折纸动物。手机传来声音说5个折纸代表5个考验，他必须达成以得到一系列地址作为奖励，从而拯救肖恩。一个考验比一个艰难，最初是在高速公路逆行、后来又是闯过废旧电厂里正在放电的电器、截断一截手指、杀掉一个人，最后则是喝掉一瓶毒药。正當尝试考验时遇到名女記者麦迪逊·贝基，贝基帮伊森在身体上、情感上都渡过难关。贝基自己开始调查是谁安排了这些考验。
杰登与副队长卡特·布雷克调查了两个嫌犯，却毫无所获。伊森的前妻造访警局告知了伊森的失常，导致杰登与布雷克到伊森的心理医生那儿问话。布雷克相信伊森就是凶手，杰登却认为证据不足。
私家侦探史考特·谢尔比造访了多个受害人家属调查情况，获得了多个折纸杀手留下的物品。其中一位受害者的母亲罗伦·温特坚持要跟随他，以查出真凶。他们曾遇到一位想要扮演折纸杀手的纨绔子弟，并与其父克拉玛爆发了若干冲突。
在游戏后期，玩家将扮演第五个角色，即童年时的折纸杀手。一對雙胞胎在一座建筑工地玩耍时，哥哥约翰被卡在打开的排水管中，当时暴雨倾盆，弟弟最终没能说服醉酒的父亲去救哥哥。弟弟后来被领养并改了名字。以他哥哥的名字约翰·舒伯特实施了多个计划，隨機找當上父親的男性，強迫做他醉酒的父亲办不到的事，甚至搜集和销毁证据。
游戏最后的流程主要叙述伊森、麦迪逊、杰登能否各自成功并及时的找到肖恩并发现折纸杀手。最后结局取决于玩家在游戏中的选择，三个或四个角色可能会在某一时刻死亡，或没能及时的赶到肖恩被困的地点，或允许折纸杀手逍遥法外。结尾的细节会因游戏中发生的大小事件的不同而不同。通常，电视新闻将报道折纸杀手案的情况，幸存的角色将继续他们的人生。

### 追加剧情
追加下载内容“标本剥制师”(该下载内容仅PlayStation 3版本有收录）。此追加下載內容的故事時間點為本作之前，講述記者麥迪遜在追查摺紙殺人魔的事蹟時，誤入另一個殺人魔的據點，麥迪遜的行動將決定她的生死。

## 开发
《暴雨》在2006年的E3上宣布，那时一个名为《The Casting》的技术测试版被公布，并放出了由杰克·帕金森和塞尔根·鲍德温制作的预告片。《暴雨》的图形界面是利用Omegame的Menus Master中间件开发的。杰登的ARI眼镜也是由该软件设计的，在游戏世界内部再构建一个3D界面。游戏的物理模型和服饰则分别是用Havok Physics和Havok Cloth制作的。
《暴雨》原本还计划在PC上发行、使用Ageia，提供两种不同版本的游戏来处理电脑缺乏合适的物理模型处理部件的问题。然而，最终游戏还是变成PS3独占，且使用Havok引擎而不是PhysX引擎。

### 设计
游戏总监大卫·凯奇称《暴雨》是一部“非常黑暗的黑色惊悚电影，包含了成人主题”，“（游戏的）真正主旨是你为了拯救所爱的人愿意付出多大的代价”。
凯奇2008年曾接受比利时杂志《Chief》的采访，概述了《暴雨》的故事和主旨：
“《暴雨》是一个关于普通人陷于非常环境的故事。我想要一个更加私人化的故事。进入我脑海的首先就是一个有两个儿子的父亲，主题很简单，就是关于父亲对儿子的爱。这个故事不是关于拯救公主或拯救世界，而纯粹是关于一个父亲的爱。主要故事情节围绕四个不同的角色展开，我们关注着他们的想法。“什么是善什么是恶”是故事的关键，而不仅仅是观念……我十分相信道德选择的力量，并且会经常地运用它们。这并不是好与坏的问题，而在于如何找到正确的平衡。”
在同一次采访中，凯奇表示“我不想制作一个像《侠盗猎车手》系列中那样的可自由漫游的城市，因为那样剧情的发展就会难以控制。但我确实想要引入大城市的环境，裡面有许多人群和一些拥挤的区域（比如商场和地铁站）。而且游戏也确实是朝那样的方向设计的”。虽然游戏中的城市没有名字，但有着费城近郊的影子。凯奇说他很喜欢奈特·沙马兰的电影，这些电影许多就是在费城拍的。之后凯奇和他的团队去了费城，探访了许多较贫穷的居民，以体会他们看到的失望、穷困和恐惧。
凯奇还说“我希望人们只把它玩一遍……因为那就是人生。人的生命只有一次……我希望人们这样体验这部游戏。”他继续讲道：“（重新读入以避免一个坏的结局）我很在行，但是享受《暴雨》的正确方式确实应该是只尝试一遍，因为那将是你的故事。那是你特有的体验。那是你真正决定要写的故事……我觉得玩几遍是一种折损其魅力的方法。”

## 發行

### 版本
遊戲包含英、法、德、西、葡、意、荷、波、俄、日（日版限定）語配音。除此之外，还提供有中（仅有繁体中文）、韓、瑞典、丹麥、芬蘭、挪威等多種語言字幕。2010年2月11日於PSN上提供免費下載試玩。目前最新版本为2.0版。

### 配樂
游戏的交响配乐是由加拿大作曲家诺曼·柯貝爾(Normand Corbeil)创作的，并由伦敦的艾比路錄音室录制。
| #  | 曲名                       | 長度   |
| -- | -------------------------- | ------ |
| 1  | Ethan Mars' Main Theme     | (3:31) |
| 2  | Norman Jayden's Main Theme | (4:42) |
| 3  | Before The Storm           | (2:55) |
| 4  | Madison Paige's Main Theme | (3:31) |
| 5  | Scott Shelby's Main Theme  | (6:01) |
| 6  | Lauren Winter's Main Theme | (3:07) |
| 7  | Painful Memories           | (1:29) |
| 8  | The Chase                  | (1:25) |
| 9  | Redemption                 | (1:39) |
| 10 | The Bulldozer              | (1:34) |
| 11 | High Tension               | (1:16) |
| 12 | The Fight                  | (1:31) |
| 13 | The Hold Up                | (1:28) |
| 14 | Looking for Shaun          | (1:36) |
| 15 | Countdown                  | (1:33) |
| 16 | Last Breath                | (2:59) |

## 評價
《暴雨》获得了评论界好评。英国的《PlayStation官方杂志》给该游戏打了9分（满分为10），评论家蒂姆·克拉克说：“我确信它是目前为止最新奇、最令人兴奋、甚至最重要的PS3游戏之一。”该杂志赞扬游戏操作灵活、剧情有节奏、设计完善，可以给人带来一次“耗费精力、使人振奋、特别是令人投入”的体验。
英国杂志《GamesMaster》给游戏评分91%，称《暴雨》“有原创性且引人入胜”并授予该游戏GamesMaster金奖。IGN的克里斯·罗珀将该游戏评为9.0/10，称赞游戏的出色剧情，但也指出游戏的开始过于缓慢，可能使一些玩家感到厌烦。
互动式小说作家艾蜜莉·肖特总体上对《暴雨》实验性的游戏性感到满意，但发现游戏中有许多悬念借自电影，角色刻画不够协调。游戏设计师扬·博戈斯特认为该游戏虽然是互动式电影，但保留了游戏的要素。他认为游戏宁愿拉长场景内容，而不是将内容剪辑掉，这种拉长对电子游戏这种媒介是有益的。

### 奖项
| 荣誉             | 奖项             | 颁奖机构 | 日期           |
| ---------------- | ---------------- | -------- | -------------- |
| 年度最佳冒险游戏 | 2010年年度游戏奖 | GameSpy  | 2010年12月22日 |
| 年度最佳PS3游戏  | 2010年年度游戏奖 | GameSpy  | 2010年12月22日 |

## 外部連結
- （中文）《暴雨殺機》中文官方簡介網站 （页面存档备份，存于）
- （英文）《暴雨殺機》英文官方網站 （页面存档备份，存于）
- （日語）《暴雨殺機》日文官方網站 （页面存档备份，存于）